# Покрајина Техеран
Покрајина Техеран (перс. استان تهران) је једна од 31 иранске покрајине. Простире се на 18,909 km² и налази се у централно-северном делу земље. Техеран дели границу са провинцијама Маркази на северу, Ком на југу, Семнан на истоку и Газвин на западу. Административни центар покрајне је истоимени град Техеран који је уједно и главни град Ирана. 
Јуна 2005. покрајину Техеран сачињавало је 13 округа, 43 општине и 1358 села у којима је живело више од 12.000.000 људи.
Провинција је почела да се нагло развија када је династија Каджари године 1778. одредила Техеран за главни град. Техеран се данас налази међу 20 највећих метропола у свету.